# Raffaele Lombardo

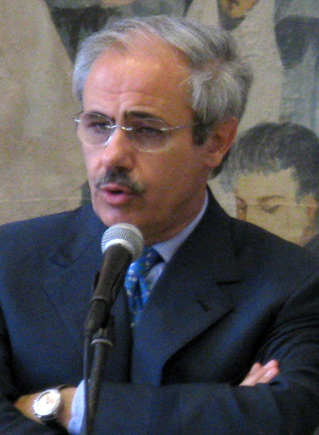
Raffaele Lombardo

Raffaele Lombardo (Catania, 29 oktober 1950), is een Italiaans politicus. Hij is de voorzitter van de in 2005 opgerichte Movimento per l'Autonomia, een beweging die streeft naar een autonoom Zuid-Italië.
Raffaele Lombardo studeerde medicijnen en heelkunde. In 1977 werd hij voorzitter van de jeugdafdeling van Democrazia Cristiana (christendemocraten) in de provincie Catania. Daarna was hij gemeenteraadslid in Catania (stad) en daarna wethouder van begroting, planning, volksgezondheid, cultureel erfgoed, jeugdzaken en fiscale belasting. Van 1991 tot 1992 was hij lid van de Regionale Uitvoerende Raad van de provincie Catania (regering van Catania) en van 1991 tot 2001 was hij lid van Regionale Raad van Sicilië. In 1999 werd hij in het Europees Parlement gekozen. In 2004 volgde zijn herverkiezing.
In de jaren 90 sloot Lombardo zich aan bij de Centrum Christendemocraten (CCD) en in 2002 werd hij lid van de Unie van Christendemocraten en Centrum-Democraten (UDC), de opvolger van de CCD.

## Voorzitter provinciebestuur van Catania
Op 25 mei 2003 werd Lombardo gekozen tot voorzitter van het provinciebestuur van Catania en leidt hij sindsdien de centrumrechtse coalitie die in Catania aan de macht is. Deze coalitie bestaat uit de volgende partijen:
- Forza Italia
- Unie van Christendemocraten en Centrum-Democraten
- Alleanza Nazionale
- Movimento per l'Autonomia (sinds 2005)
- Nieuw Sicilië
- Socialistische Partij- Nieuwe PSI

In 2005 verliet Lombardo de UDC en op 0 april 2005 was hij medeoprichter van de Movimento per l'Autonomia (Beweging voor de Autonomie). Op 4 februari 2006 sloot de Movimento zich aan bij het Huis van de Vrijheden van premier Silvio Berlusconi. De Movimento vormt samen met Lega Nord (Noordelijke Liga; partij die naar verregaande autonomie streeft voor Noord-Italië) een lijstverbinding.

## Europees Parlement
- Lid Commissie Burgerlijke vrijheden, Justitie en Binnenlandse Zaken
- Lid Commissie Milieubeheer, Volksgezondheid en Voedselveiligheid (plaatsvervanger)
- Lid Delegatie voor de betrekkingen Maghreblanden en de Unie van de Arabische Maghreb (inclusief Libië)
- Delegatie voor de betrekkingen met Canada (plaatsvervanger)